# Allée Michel-Berger
L'allée Michel-Berger est une voie du 8e arrondissement de Paris, en France.

## Situation et accès
L'allée se trouve dans le parc Monceau.
Le site est desservi par la ligne 2, à la station Monceau.

## Origine du nom

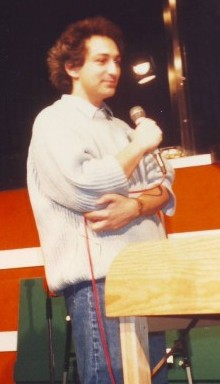
Michel Berger.

Elle rend hommage à Michel Hamburger, dit Michel Berger, un pianiste, auteur-compositeur-interprète, directeur artistique et arrangeur musical français (1947-1992).

## Historique
L’allée est inaugurée le 19 décembre 2012 par Bertrand Delanoë, alors maire de Paris. En 2018, le conseil de Paris vote à l’unanimité la proposition d’accoler à son nom celui de la chanteuse France Gall, ayant partagé sa vie du milieu des années 1970 à 1992 mais, à la suite des réserves de la famille, ce projet est finalement abandonné. Finalement, une allée du parc est nommée allée France-Gall le 18 décembre 2019.